# Liparocephalus brevipennis
Liparocephalus brevipennis är en skalbaggsart som beskrevs av Mäklin 1853. Liparocephalus brevipennis ingår i släktet Liparocephalus och familjen kortvingar. Inga underarter finns listade i Catalogue of Life.